# Râul Jecnova
Râul Jecnova este un curs de apă, afluent al râului Mureș. 